# Campionati del mondo di atletica leggera indoor 1991 - 60 metri ostacoli maschili
I 60 metri ostacoli maschili si sono tenuti il 9 marzo.

## Medagliati
| Oro                     | Argento                         | Bronzo            |
| Greg Foster Stati Uniti | Igors Kazanovs Unione Sovietica | Mark McKoy Canada |

## Risultati

### Batterie
In semifinale i primi 3 di ogni batteria e i migliori 4 tempi non qualificati direttamente.
| Pos | Batterie | Nome              | Nazione          | Tempo | Note   |
| --- | -------- | ----------------- | ---------------- | ----- | ------ |
| 1   | 3        | Greg Foster       | Stati Uniti      | 7.52  | Q      |
| 2   | 1        | Mark McKoy        | Canada           | 7.58  | Q      |
| 2   | 3        | Emilio Valle      | Cuba             | 7.58  | Q,NR   |
| 4   | 4        | Jack Pierce       | Stati Uniti      | 7.62  | Q      |
| 5   | 4        | Philippe Tourret  | Francia          | 7.66  | Q      |
| 6   | 2        | George Boroi      | Romania          | 7.68  | Q      |
| 7   | 3        | Piotr Wójcik      | Polonia          | 7.70  | Q, PB  |
| 8   | 3        | Jiří Hudec        | Cecoslovacchia   | 7.71  | q      |
| 9   | 2        | Igors Kazanovs    | Unione Sovietica | 7.72  | Q      |
| 9   | 4        | Nigel Walker      | Gran Bretagna    | 7.72  | Q      |
| 11  | 2        | Holger Pohland    | Germania         | 7.73  | Q      |
| 12  | 1        | Sergey Usov       | Unione Sovietica | 7.75  | Q      |
| 12  | 3        | Dan Philibert     | Francia          | 7.75  | q      |
| 14  | 4        | Herwig Röttl      | Austria          | 7.77  | q, =NR |
| 14  | 1        | Andrew Parker     | Giamaica         | 7.77  | Q      |
| 16  | 1        | Thomas J. Kearns  | Irlanda          | 7.78  | q, NR  |
| 17  | 1        | Carlos Sala       | Spagna           | 7.78  |        |
| 18  | 2        | Laurent Ottoz     | Italia           | 7.81  |        |
| 19  | 2        | Rafał Cieśla      | Polonia          | 7.84  |        |
| 20  | 4        | Stefan Mattern    | Germania         | 7.85  |        |
| 21  | 2        | Kimihiro Kaneko   | Giappone         | 7.89  |        |
| 22  | 4        | Tim Kroeker       | Canada           | 7.93  |        |
| 23  | 3        | Toshihiko Iwasaki | Giappone         | 7.94  |        |
| 24  | 2        | Nur Herman Majid  | Malaysia         | 8.33  | NR     |
|     | 1        | Robert Změlík     | Cecoslovacchia   | DNF   |        |

### Semifinali
I primi 4 di ogni semifinale vanno in finale.
| Rank | Heat | Name             | Nationality      | Time | Notes |
| ---- | ---- | ---------------- | ---------------- | ---- | ----- |
| 1    | 1    | Greg Foster      | Stati Uniti      | 7.44 | Q     |
| 2    | 2    | Mark McKoy       | Canada           | 7.49 | Q     |
| 3    | 2    | Igors Kazanovs   | Unione Sovietica | 7.56 | Q     |
| 4    | 2    | Philippe Tourret | Francia          | 7.59 | Q     |
| 5    | 1    | Emilio Valle     | Cuba             | 7.60 | Q     |
| 6    | 1    | George Boroi     | Romania          | 7.60 | Q     |
| 7    | 2    | Jack Pierce      | Stati Uniti      | 7.61 | Q     |
| 8    | 2    | Nigel Walker     | Regno Unito      | 7.65 |       |
| 9    | 1    | Sergey Usov      | Unione Sovietica | 7.66 | Q     |
| 10   | 2    | Jiří Hudec       | Cecoslovacchia   | 7.67 |       |
| 11   | 1    | Thomas J. Kearns | Irlanda          | 7.69 | NR    |
| 12   | 1    | Piotr Wójcik     | Polonia          | 7.73 |       |
| 12   | 2    | Holger Pohland   | Germania         | 7.73 |       |
| 14   | 2    | Herwig Röttl     | Austria          | 7.76 | NR    |
| 15   | 1    | Dan Philibert    | Francia          | 7.77 |       |
| 16   | 1    | Andrew Parker    | Giamaica         | 7.84 |       |

### Finale
| Pos | Corsia | Nome             | Nazione          | Tempo | Note |
| --- | ------ | ---------------- | ---------------- | ----- | ---- |
| 1   | 4      | Greg Foster      | Stati Uniti      | 7.45  |      |
| 2   | 6      | Igors Kazanovs   | Unione Sovietica | 7.47  |      |
| 3   | 5      | Mark McKoy       | Canada           | 7.49  |      |
| 4   | 3      | Emilio Valle     | Cuba             | 7.60  |      |
| 5   | 1      | Sergey Usov      | Unione Sovietica | 7.66  |      |
| 6   | 7      | Philippe Tourret | Francia          | 7.66  |      |
| 7   | 2      | George Boroi     | Romania          | 7.67  |      |
| 8   | 8      | Jack Pierce      | Stati Uniti      | 7.68  |      |